# A Bika jegyében
A Bika jegyében (dánul: I tyrens tegn) a vígpornó-irányzatot képviselő Stjernetegnsfilm (Csillagjegy-film) sorozat egyik darabja.

## Cselekmény
A történet a 20-as években, egy dán kisvárosban játszódik, mely jólétét a helybéli tehetős grófnak köszönheti. Amikor a gróf meghal, a végrendeletében egész vagyonát az első, a városban a Bika jegyében és házasságon kívül született gyerekre hagyja, azzal a kikötéssel, hogy amennyiben egy éven belül nem születik ilyen, úgy az egész vagyon egy koppenhágai macskamenhelyre száll.
A végrendelet miatt a kisváros szigorú erkölcsi értékei valamint anyagi érdekei összeütközésbe kerülnek egymással.

## Szereplők
- Ole Søltoft
- Preben Mahrt
- Sigrid Horne-Rasmussen
- Susanne Breuning
- Karl Stegger
- Bent Warburg
- Otto Brandenburg
- Lone Helmer
- Ole Monty
- William Kisum
- Kate Mundt
- Else Petersen
- Suzanne Bjerrehuus
- Vivi Rau

## Helyszín
A film egyes jeleneteit a Hornsherred félszigetén levő Jægerspris kastély területén forgatták.